# Kalanchoe aromatica
Kalanchoe aromatica är en fetbladsväxtart som beskrevs av Joseph Marie Henry Alfred Perrier de la Bâthie. Kalanchoe aromatica ingår i släktet Kalanchoe och familjen fetbladsväxter. Utöver nominatformen finns också underarten K. a. brevicorolla.